# Coordination nationale étudiante de 2006
Une coordination nationale étudiante regroupant des délégués d'universités mobilisées en France contre le CPE et la loi pour l'égalité des chances s'est organisée à l'appel des étudiants de l'Université Rennes 2, réunis en assemblée générale. 
Structure temporaire (à l'inverse des syndicats), celle-ci vise à coordonner les actions et revendications à l'échelle nationale. La loi pour l'égalité des chances, inscrite au Journal officiel le 2 avril 2006, prévoit, outre le CPE (« Contrat première embauche »), l'apprentissage dès 14 ans, la suppression des allocations familiales en cas d'absences répétées aux cours (dit « Contrat de responsabilité parentale ») et le travail de nuit dès 15 ans.
Le mouvement se disait non partisan mais il a été situé par certains observateurs comme l'hebdomadaire Le Nouvel Observateur comme étant « proche de l'extrême-gauche ».
Toutefois, dans la jeunesse, la désapprobation de ce nouveau contrat fut massive et les manifestations ne regroupèrent pas que des militants de gauche ou d'extrême-gauche.
La coordination nationale étudiante a appelé à la grève générale (le slogan sera repris sur des autocollants de façon poétique : « rêve générale »), et à des actions coup de poing visant à bloquer les infrastructures du pays (autoroutes, gares, aéroports, etc.). De nombreuses actions ont été recensées les jours suivant le discours du président français Jacques Chirac, perçu par le mouvement anti-CPE comme provocateur. 

## Rennes
La première coordination nationale a lieu à Rennes le samedi 18 février 2006.

## Jussieu (Paris)
La coordination nationale étudiante (composée de délégués élus au sein de 39 universités) réunie le 5 mars 2006 appelle à « la grève reconductible des étudiants à partir du 7 mars » contre le CPE, le CNE, et la baisse des postes aux CAPES.

## Poitiers
Cette réunion de la coordination s’est tenue le samedi 11 et le dimanche 12 mars. 
C'est la première fois qu'un délégué (de Paris 1 Tolbiac) a proposé le renvoi du gouvernement [réf. nécessaire].
Diverses actions ont lieu, dont des voitures miniatures brûlées en centre-ville (en référence aux émeutes de l'automne 2005).

## Dijon
La coordination nationale étudiante s'est réunie à Dijon, le dimanche 17 mars 2006. C'est lors de celle-ci que, sous l'impulsion d'un délégué de la Sorbonne, la coordination nationale appela à une grève générale en exigeant notamment des syndicats professionnels de reprendre ce mot d'ordre [réf. nécessaire].

## Aix-en-Provence
Outre les dates des manifestations nationales, deux plates-formes de revendications sont organisées : l'une étudiante, l'autre lycéenne.
L'appel d'Aix (étudiant) :
- Augmentation des postes aux concours CAPES, CAPET, Agrégation.
- Positionnement contre le contrat de travail unique à venir
- Défense d'un CDI pour tous
- Défense du code du travail
- Démission du Gouvernement
- Abrogation de l’ensemble de la loi dite « sur l'égalité des chances » en mot d'ordre des manifestations, sur les tracts.
- Annulation des sanctions administratives envers les grévistes
- Appel à tous les syndicats pour qu’ils appellent à la grève générale
- Exclure des amnisties les militants d'extrême droite
- Réouverture des universités fermées administrativement
- Boycott des syndicats étudiants aux négociations pour permettre aux porte-parole de la Coordination nationale d'y aller en tant que représentants légitimes.

L'appel d'Aix (lycéen) :
- Abrogation du Contrat nouvelle embauche
- Réel réinvestissement de l'État dans l'Éducation nationale
- Retrait de la Loi Fillon
- Pas de sanctions pour les manifestants mobilisés
- Plus d'emploi dans l'éducation
- Démission du Premier ministre
- Interdiction du licenciement dans les entreprises faisant du profit
- Refus du renvoi des lycéens et étudiants « sans papiers »
- Refus de la présence policière dans les lycées

## Lille
La coordination lilloise des 1er et 2 avril 2006 réunit 500 étudiants et lycéens, venus de 69 établissements du supérieur et de 45 lycées sur l'université Lille III (site de Pont de bois). Elle fusionne les 2 plates-formes (ce qui constitue l'appel de Lille). La coordination appelle à la grève générale et lance un appel à un mouvement contre la précarité.
Lors de cette coordination, une délégation du « comité inter-luttes » intervient, émanation de l'activité des assemblées générales lilloises qui réunit des associations et syndicats participant au mouvement contre la précarité. L'intervention est faite par Vladimir Nieddu, syndicaliste lillois membre de cette commission.

## Lyon
La coordination se déroule, pour l'université Lyon-II, sur le campus de Bron les 8 et 9 avril 2006.

## Nancy
La coordination a lieu sur le campus de Nancy-II et regroupe 200 délégués représentant 38 sites bloqués ou mobilisés.
Lors de cette coordination, seuls les médias « alternatifs » sont autorisés, les médias considérés comme « commerciaux » étant refusés [réf. nécessaire].
Plusieurs  revendications sont votées :
- Retrait de la Charte sur les stages
- Retrait du projet de loi Raoult[11]
- Retrait de la loi sur la réforme de l’Unédic[12]
- Retrait de la loi CESEDA[13]
- Régularisation de tous les étrangers en situation irrégulière
- Retrait de la loi Sarkozy III
- Retrait de la loi Fillon sur les retraites
- Arrêt des expulsions des logements avec revendication d’un droit au logement pour tous
- Contre la réforme sur le statut d’intermittents[14]
- Retrait du pacte sur la recherche[15]
- Retrait de la réforme LMD
- Démission de Jacques Chirac

## Bordeaux
La coordination a lieu sur le campus de Bordeaux III (Université Louise Michel de Montaigne) samedi 22 et dimanche 23 avril 2006. Elle réunit un nombre moins important de délégations que par le passé (24 délégations dont 20 sites universitaires, 3 délégations lycéennes représentant au moins 18 lycées et une délégation de salariés). Certaines organisations de salariés interviennent : Collectif militant de Pessac, la CGT-Éducation, des Intermittents du spectacle, Solidaires. 
La plate-forme est organisée par grand thèmes :

### Économie
- Un emploi stable pour tous
- Retrait du Contrat nouvelles embauches et de tous les contrats précaires
- Refus dès maintenant d'un futur éventuel contrat unique, défense du Code du travail, défense du CDI pour tous
- Interdiction aux entreprises de licencier massivement quand elles font du profit
- Retrait de la Loi dite  sur « l'égalité des chances » (LEC).
- Contre la précarisation économique : suppression de la charte des stages, de la réforme Unédic et de la loi Fillon 2003 sur les retraites
- Réengagement financier de l’État dans le Service Public : retrait de la Loi organique relative aux lois de finances

### Éducation
- Retrait de la Loi dite sur « l'égalité des chances » (LEC)
- Réengagement financier de l'État dans le service public pour une université publique : 
  - Pour la reconnaissance de nos diplômes : abrogation du LMD
  - Suppression du pacte pour la recherche
  - Intégration de tous les personnels précaires des universités

Appel de la coordination nationale unitaire des 6 et 7 mai 2006 à Toulouse Rangueil
- Retrait de la loi Fillon
- Création d’un plan pluriannuel de créations de postes à la hauteur des besoins dans l'Éducation nationale
- Rétablissement du statut des MI/SE
- Non expulsion des « sans-papiers » lycéens

### Culture
- Contre la réforme sur le statut des intermittents
- Gratuité de l’accès aux espaces culturels.

### Social
- Contre les lois sécuritaires :
  - Retrait de la loi CESEDA : régularisation de tous les étrangers en situation irrégulière
  - Abrogation de la loi dite Perben II, de la loi dite Sarkozy III sur la prévention de la délinquance et du projet de loi dit Raoult.
- Dissolution du bloc identitaire et refus d’amnistie aux personnes d’extrême droite.
- Pour un retour aux politiques sociales de prévention et des moyens pour les travailleurs sociaux.
- Gratuité des transports en commun pour tous.
- Un logement pour tous et refus de toutes expulsions

### Politique
Arrêt du traitement répressif des mouvements sociaux : 
- amnistie des lycéens qui ont participé au mouvement contre la loi Fillon,
- amnistie des personnes poursuivies à la suite de la révolte des quartiers populaires en novembre 2005
- amnistie des étudiants et des lycéens qui ont participé au mouvement contre le CPE, réouverture administrative des facs et prise en charge par l’État des dégâts occasionnés par l’occupation des universités.
- subvention administrative pour les grévistes et les manifestants.

Les directions des organisations syndicales étudiantes et des salariés sont appelées à participer à la grève générale. Les syndicats d'étudiants sont appelés à boycotter les négociations avec le gouvernement puisque la coordination étudiante estime que c'est son rôle.
La coordination appelle à la démission du gouvernement et du Président de la République.
L'organisation a aussi lancé un appel intitulé « Appel de Bordeaux ».

## Toulouse Rangueil
La coordination nationale des 6 et 7 mai 2006 a eu lieu sur le campus de Toulouse Rangueil.
Un appel, l'appel de Toulouse, a été lancé.